# Market Bosworth
Market Bosworth – miasto w Anglii, w hrabstwie Leicestershire, w dystrykcie Hinckley and Bosworth. Leży 18 km na zachód od miasta Leicester i 152 km na północny zachód od Londynu. W 2001 miasto liczyło 1906 mieszkańców.